# Empresa de facção
No Brasil, "facção" é o nome dado às indústrias de confecções e vestuário que fazem seus serviços exclusivamente para outras empresas de confecções, seja indústria ou comércio. Em outras palavras, uma confecção que não possui marca própria, estilistas, desenhistas, lojas.
O conceito de facção remete a um sistema de subcontratação da produção muito comum na indústria têxtil da Inglaterra do século XVIII (conhecido como sistema putting-out ou workshop system). Este sistema se opõe ao sistema de manufatura (ou sistema fabril), no qual a mão-de-obra é contratada para trabalhar nas instalações da fábrica.